# Burg Sesswegen
Die Burg Sesswegen (lettisch Cesvaines viduslaiku pils) ist die Ruine einer Bischofsburg des Erzbistums Riga, errichtet auf einem Hochplateau am Ufer des Baches Suhle (lettisch Sūla) in der livländischen Stadt Cesvaine im lettischen Bezirk Madona. Auf der gegenüberliegenden Seite des durch den Bach gebildeten Tals existiert ein weiteres Plateau, auf dem sich die alte lettgallische Siedlung Cesvaine befand. 

## Geschichte

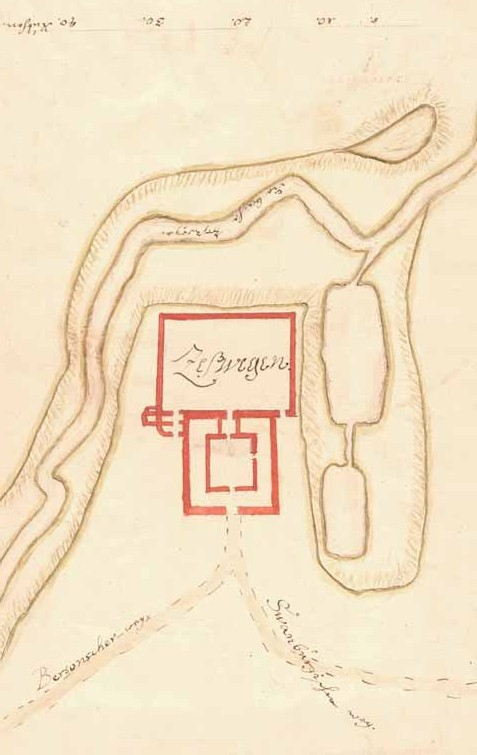
Plan der Burg aus dem 17. Jahrhundert

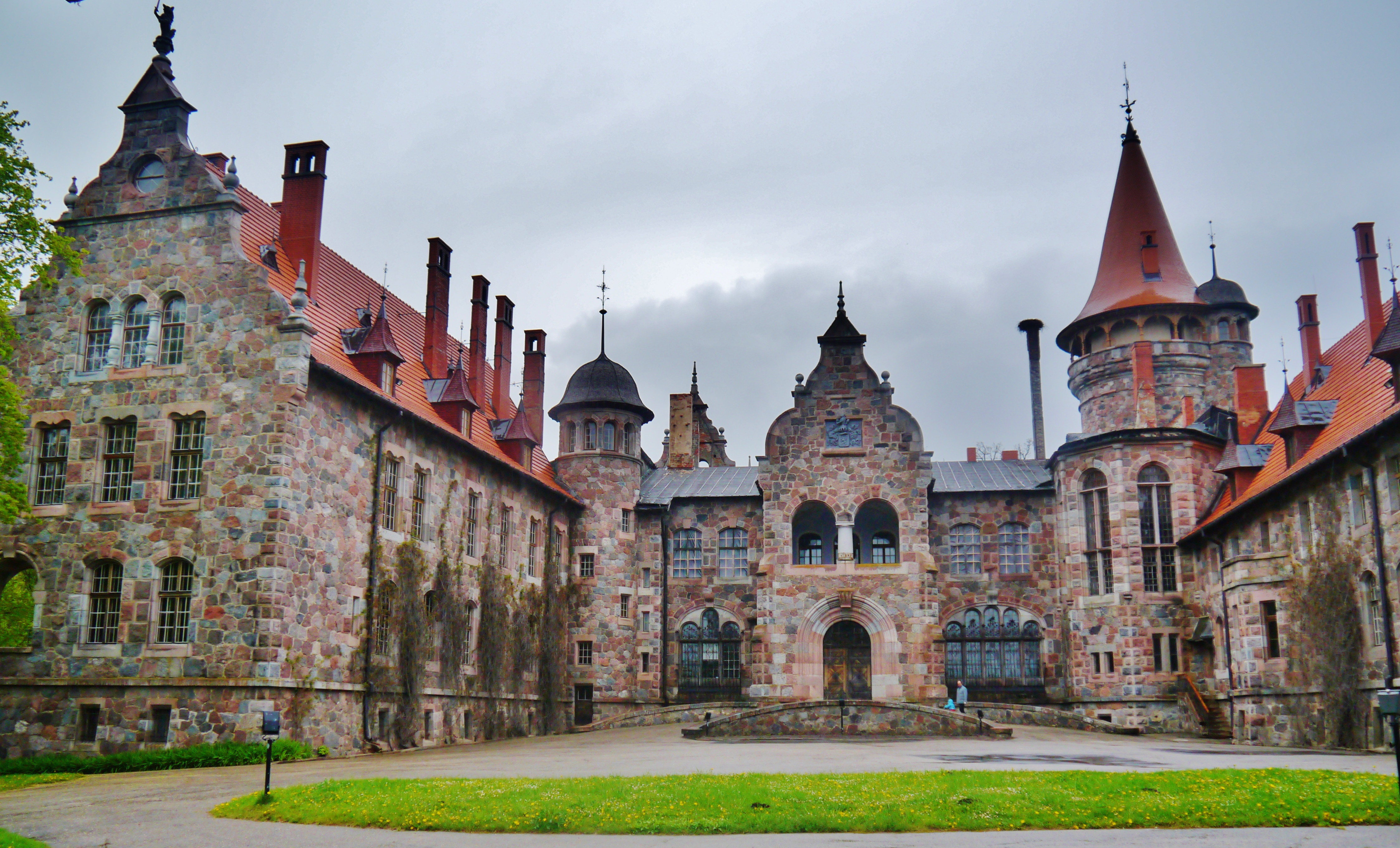
Schloss Sesswegen (Cesvaine)

Im Jahre 1224 wurde Konrad von Uexküll von Bischof Albert von Buxthoeven mit dem Gut Sesswegen belehnt, eine steinerne Burg wird jedoch erst 1410 schriftlich erwähnt. Das genaue Errichtungsjahr ist unbekannt; die oft genannten Jahre 1390 und 1399 sind unbelegt.
1375 führte der litauische Großfürst Kęstutis einen verheerenden Angriff auf die Region um Sesswegen durch und verwüstete neben Sesswegen auch weitere, umliegende Ländereien und Burgen.
Der bischöfliche Besitz Sesswegen grenzte an die Burg Rositen des Livländischen Ordens und wurde von diesem begehrt. Das ständig angespannte Verhältnis zwischen den Erzbischöfen von Riga und dem Orden entlud sich 1479, als der livländische Landmeister Bernd von der Borch in das Erzbistum einfiel und innerhalb von 14 Tagen dessen Burgen besetzte, darunter auch Sesswegen. Die Burg wurde erst 1486 an Erzbischof Michael Hildebrand zurückgegeben.
Im Russisch-Livländischen Krieg wurden 1481 in Sesswegen Angriffe russischer Truppen abgewehrt, die mordend und brandschatzend durch Livland zogen.
1556 kam Sesswegen in den Besitz des Livländischen Ordens. Im Januar 1559, zu Beginn des Livländischen Krieges, besiegten russische Truppen die Regimenter der Livländischen Konföderation in den Schlachten von Sesswegen und Tirsen. Am 18. Februar 1559 kam es zwischen Sesswegen und Gulbene zu einer Schlacht zwischen einer 13.000 Mann starken russischen Armee und einigen hundert erzbischöflichen Verteidigern. Die siegreichen russischen Truppen zogen danach brandschatzend Richtung Sesswegen, konnten die Burg jedoch nicht einnehmen. 1559 fiel Sesswegen an Polen-Litauen. Anfang 1560 griffen russisch-tatarische Truppen ausgehend von Tartu das Zentrum Livlands mit den Burgen Trikaten, Sesswegen und Smilten an. Burg Sesswegen konnte jedoch nicht eingenommen werden; stattdessen beschränkten sich die Russen auf die Zerstörung der Umgebung. Erst am 18. August 1577 konnte Sesswangen erobert werden. Chronist Balthasar Rüssow beschreibt, dass danach 1.500 Verteidiger hingerichtet, die verbliebenen Deutschen in Stücke gerissen, verbrannt oder erstochen und einige der Familien von Tataren verschleppt wurden. Mit Ende des Krieges 1582 übernahm Polen-Litauen wieder die Kontrolle über die Burg.
Im Polnisch-Schwedischen Krieg wurde die Burg 1625 von schwedischen Truppen erobert, aber im Verlauf von den polnisch-litauischen Truppen wieder zurückerobert und schwer beschädigt. Die Burg soll zu diesem Zeitpunkt aber noch nutzbar gewesen sein. 1633 beschrieb eine schwedische Bestandsaufnahme die Burg als recht stark befestigt.
Wann genau die Burg endgültig zerstört und aufgegeben wurde, ist unbekannt. Es wird angenommen, dass sie während des Russisch-Schwedischen Krieges 1656 zerstört wurde. Möglich ist aber auch eine endgültige Zerstörung im Verlauf des Großen Nordischen Krieges; hier wurde Sesswegen erneut schwer verwüstet, außerdem wütete eine verheerende Pestepidemie.
Zwischen 1890 und 1897 wurde vom damaligen Besitzer Adolf Gerhard Baron von Wulff auf der Burgruine das heutige Schloss Sesswegen errichtet, dabei wurden die Überreste der mittelalterlichen Burg fast vollständig abgerissen. Heute sind lediglich die Fundamente der steinernen Westmauer der Vorburg über einer Länge von etwa 50 m sowie ein Mauerabschnitt des Torgebäudes mit einer Schießscharte sichtbar.

## Beschreibung
Burg Sesswegen wurde auf einem Hochplateau errichtet, das im Norden und Westen durch das steil abfallende, etwa 50 m breite Tal des Baches Suhle (ca. 3 m breit) und im Osten durch zwei künstlich angelegte Fischteiche begrenzt wird. Südlich der Burg befand sich wahrscheinlich eine mittelalterliche Siedlung, deren Größe und Ausbreitung allerdings nicht bekannt ist. Es wird angenommen, dass sich zwischen Siedlung und Burg ein künstlicher Graben befand, dessen Reste noch heute sichtbar sind. Er beginnt am Rande des Suhle-Tals in einer Entfernung von etwa 100 m südwestlich des heutigen Schlosses und verläuft in Richtung Südosten zur Burgstraße (lettisch Pils iela), wo er allmählich in die Ebene übergeht. Im Mittelalter könnte der Burggraben mit einem der Bäche oder Fischteiche verbunden gewesen sein.
Die Hauptburg entsprach vom Typ her einem Kastell und besaß dementsprechend einen rechteckigen, ja fast quadratischen Grundriss mit dem Abmessungen 70 × 75 m. Etwa zur selben Zeit wurde nördlich der Hauptburg eine ebenfalls rechteckige Vorburg mit einer Fläche von etwa 70 × 90 m angelegt. In der südwestlichen Ecke der Vorburg stand ein halbkreisförmiger Torturm, der als Hauptzugang zur Burg diente. Darin befanden sich drei separat verschließbare Tore, die allesamt zunächst in die Vorburg führten; erst von hier aus war ein direkter Zugang zur Hauptburg möglich, nämlich über ein mittig in der Nordwand eingelassenes Tor. Ein Tor in der südlichen Mauer der Hauptburg, wie im Plan aus dem 17. Jahrhundert dargestellt, wurde erst nachträglich eingefügt, vermutlich beim Verlegen der Straße ins Burggelände. 
Im 16. Jahrhundert wurde die Burg für den Gebrauch und die Abwehr von Kanonen umgerüstet und weiter befestigt. In dieser Zeit wurden an den beiden nördlichen Ecken der Vorburg niedrige, halbkreisförmige Basteitürme angebaut.
Über die Lage und Aufteilung der einzelnen Gebäude innerhalb der Burg ist wenig bekannt. Auf den Grundrissplänen der Burg sind in der Hauptburg lediglich vier angebaute Gebäudeflügel erkennbar, die in der Mitte einen Innenhof bilden. Gewissheit gibt es nur bei dem für bischöfliche Burgen typischen Turm über dem Haupteingang, außerdem soll sich die Kirche des Dorfes in der Burg befunden haben. 
Von der mittelalterlichen Burg sind noch die etwa 50 m langen, 1,5 m breiten und weniger als einen Meter hohen Fundamente der aus Findlingen errichteten Westmauer der Vorburg erhalten. Am südlichen Ende der Mauer sind in 1 – 2 m Höhe die Ruinen des halbrunden Torturms erhalten.